# Dryden (Virgínia)
Dryden és una concentració de població designada pel cens dels Estats Units a l'estat de Virgínia. Segons el cens del 2000 tenia 1.253 habitants.

## Demografia
Segons el cens del 2000, Dryden tenia 1.253 habitants, 453 habitatges, i 329 famílies. La densitat de població era de 67,9 habitants per km².
Dels 453 habitatges en un 33,6% hi vivien nens de menys de 18 anys, en un 54,7% hi vivien parelles casades, en un 14,3% dones solteres, i en un 27,2% no eren unitats familiars. En el 24,9% dels habitatges hi vivien persones soles l'11,7% de les quals corresponia a persones de 65 anys o més que vivien soles. El nombre mitjà de persones vivint en cada habitatge era de 2,49 i el nombre mitjà de persones que vivien en cada família era de 2,96.
Per edats la població es repartia de la següent manera: un 22,9% tenia menys de 18 anys, un 8,3% entre 18 i 24, un 27,4% entre 25 i 44, un 25,5% de 45 a 60 i un 16% 65 anys o més.
L'edat mediana era de 39 anys. Per cada 100 dones de 18 o més anys hi havia 87,2 homes.
La renda mediana per habitatge era de 21.023 $ i la renda mediana per família de 25.806 $. Els homes tenien una renda mediana de 26.250 $ mentre que les dones 20.250 $. La renda per capita de la població era de 12.825 $. Entorn del 17,8% de les famílies i el 22,3% de la població estaven per davall del llindar de pobresa.

## Poblacions més properes
El següent diagrama mostra les poblacions més properes.